# Крайній (аеропорт)
Аеропо́рт «Кра́йній»  — аеропорт в Кизилординській області Казахстану, який обслуговує космодром Байконур. Розташований на правому березі річки Сирдар'я за 6 км на захід від міста Байконур. На північ від аеродрому проходить з заходу на схід залізниця Арись I-Кандагач; найближчі станції — Тюратам за 7 км на північний схід від летовища і Роз'їзд № 103 за 5 км на північ від летовища.
З аеропорту виконуються чартерні пасажирські та вантажно-пасажирські авіарейси до Москви, а також в деякі міста Казахстану.
Летовище «Крайній» першого класу, здатне приймати повітряні судна Іл-76, Ан-22, Ту-154 та інші більш легкі, а також вертольоти всіх типів. Максимальна злітна вага повітряного судна — 171 тонна.
У західних історичних і географічних джерелах «Крайній» позначається як Tyuratam або Tyuratam1 (за назвою найближчої залізничної станції Тюратам).
За 5 км на схід від летовища, на західній околиці міста Байконур, є вертолітний майданчик, на якому базується авіаційний загін спеціального призначення МВС РФ (вертольоти «Робінсон-44»), створений у липні 2004 року.

## Регулярні перевезення
З 1970-х років до аеропорту «Крайній» регулярно виконувався рейс № 565/566 з Москви (аеропорт Внуково) на літаку Ту-154 (тричі на тиждень, по вівторках, четвергах і суботах). Після розпаду СРСР цей рейс зберігся, його виконувала компанія «Внуківські авіалінії» аж до 1999 року.
З 1995 року і до початку 2000-х років авіакомпанією «Карат» виконувалися рейси з Москви (аеропорт Внуково) на літаку Як-42 1-2 рази на тиждень.
З початку 2000-х протягом декількох років авіакомпанією «Домодєдовські авіалінії» виконувалися рейси з Москви (аеропорт Домодєдово) на літаку Ту-134 2 рази на тиждень.
Станом на 2009 єдиною авіакомпанією, яка виконує регулярні рейси за напрямком Байконур - Москва (аеропорт Домодєдово), є авіакомпанія «Уральські авіалінії». Рейс виконується на літаку Ту-154 двічі на тиждень (по вівторках і п'ятницях).

## Історія
Перша авіаційна ланка полігону № 5 міністерства оборони СРСР (нині космодром Байконур) в 1955-1956 роках базувалася в аеропорту біля селища Джусали.
У 1956 був побудований аеропорт «Ластівка» (45°37′48″ пн. ш. 63°15′41″ сх. д. / 45.63000° пн. ш. 63.26139° сх. д.) за 3 км на захід від селища Зоря (нині місто Байконур). Аеропорт функціонував з 1956 по 1964 року (тут базувалися літаки типів Як-12, Лі-2). Летовище мало асфальтову ЗПС довжиною 1200 м (для літаків Іл-14, Лі-2 тощо) і ґрунтову ЗПС довжиною 2000 м (для літаків Ан-10, Ан-12 тощо).
У червні 1957 авіаційна ланка була переформована в окрему змішану авіаційну ескадрилью, а в 1960 році на базі ескадрильї створено окремий змішаний авіаційний полк (військова частина 43009).
У 1964 році завершено будівництво та введено в дію новий летовище 1-го класу «Крайній» з бетонною ЗПС довжиною 3100 м, яка дозволяла приймати сучасні турбогвинтові літаки.
У середині 1960-х на аеродромі несла бойове чергування ланка винищувачів-перехоплювачів Су-9 (самий швидкісний і висотний бойовий літак в СРСР в той період) для забезпечення протиповітряної оборони космодрому (пізніше космодром був забезпечений зенітно-ракетними комплексами і необхідність у винищувачах відпала). Один з цих літаків встановлений на п'едесталі як монумент при в'їзді в аеропорт.
У 1960-1980-х основними транспортними літаками, які експлуатувалися на Крайньому, були Ан-12, Ан-26 та Іл-14. Крім того, в 1976-1989 на аеродромі базувалися літаки Іл-20РТ — літакові вимірювальні пункти (СВП).
Наприкінці 1980-х — початку 1990-х літаки Іл-14 були виведені з експлуатації та утилізовані, їм на зміну прийшли сучасні пасажирські літаки Ан-72. У цей період летовище активно використовувалося для транспортних і дослідницьких польотів, пов'язаних з дослідно-конструкторськими роботами за програмою «Енергія» - «Буран» (поряд з летовищем «Ювілейний»).
Спочатку ЗПС і руліжні доріжки летовища були побудовані з бетону. У 1983 році був проведений середній ремонт летовища, в ході якого поверх бетону був укладений шар асфальту з додаванням гранітної крихти, внаслідок чого з тих пір ЗПС і руліжні доріжки летовища мають специфічний червонуватий колір.
Летовище «Крайній» є одним з пам'ятних місць космодрому «Байконур»; під час візитів на космодром сюди багато разів прибували відомі політики і керівники вітчизняної космонавтики, всі радянські космонавти. Зокрема, тут бували С. П. Корольов, В. П. Бармін, В. П. Глушко, Л. І. Брежнєв, Р. Я. Малиновський, А. А. Гречко, Д. Ф. Устинов.
З кінця 1999 року авіаполк був переформований в окрему змішану авіаційну ескадрилью у складі одного загону, двох ланок літаків та ланки вертольотів (військова частина зберегла номер 43009). До кінця 2008 року, коли ескадрилья була розформована, в аеропорту базувалися літаки Ан-12, Ан-72, Ан-26 і вертольоти Мі-8.
У 2008 на Байконурі закінчився процес розформування військових частин, що входили до складу п'ятого державного випробувального космодрому Міноборони РФ, і передача цих об'єктів підприємствам російської ракетно-космічної галузі. У грудні байконурскій аеропорт «Крайній» передано у відання підприємства ЦЕНКІ. Фахівці організації визначили перелік необхідних робіт для сертифікації аеродрому в «Росаеронавігації». 
У серпні-листопаді 2009 року проведено середній ремонт ЗПС.
Оскільки летовище побудоване понад 40 років тому, нині воно потребує реконструкції, яка буде включати капітальний ремонт ЗПС і КДП, будівництво нового аеровокзалу та митного терміналу, заміна радіотехнічного, світлотехнічного і метеорологічного обладнання). Реконструкція, імовірно, буде проведена в 2010 - 2011 роках. Після завершення реконструкції летовище зможе приймати більшість сучасних типів літаків: Ан-124 «Руслан», Ан-225 «Мрія», Боїнг-747, 767, 777, Аеробус-А310, А320.

## Природа
Рельєф: слабохвиляста рівнина (абсолютні відмітки 95-105 м). Рослинна зона: полинно-бояличова (північна) пустеля. Ґрунти: бурі пустельні-степові.
За 2,5 км на південь і за 4 км на південний захід летовище огинає річка Сирдар'я, на її правому березі знаходиться старовинне казаське кладовище «Акжар». Уріз води Сирдар'ї перебуває на позначках близько 85 м над рівнем моря, ширина річки 120-200 м, глибина 1-4 м. Береги річки обривисті, висотою 5-10 м.

## Авіалінії та напрямки
| Авіалінії           | Сполучення |
| ------------------- | ---------- |
| Уральські авіалінії | Москва.    |